# Habropogon bipartitus
Habropogon bipartitus là một loài ruồi trong họ Asilidae. Habropogon bipartitus được Villeneuve miêu tả năm 1931. Loài này phân bố ở vùng Cổ Bắc giới.